# James Dolena
James Dolena (17 mai 1888 - 12 juin 1978) est un architecte américain d'origine russe.

## Biographie

### Jeunesse
James Dolena est né en Russie le 17 mai 1888. Il émigre aux États-Unis en 1905,. Il a une formation en architecture et en peinture.

### Carrière
James Dolena a d'abord déménagé à Los Angeles pour installer une peinture murale avec Hubert Valentine Fanshaw, et y passa le reste de sa carrière.
En 1926, il a conçu la résidence de l'acteur Hobart Bosworth, un manoir située au 809 Nord Hillcrest Road à Beverly Hills, Californie,,. Les intérieurs ont été aménagés par William Haines et le jardin par Benjamin Martin Purdy. En 1933, le manoir a été acheté par William Powell et Carole Lombard, et l'année suivante, Dolena le redessinera. En 1969, il est devenu la maison de producteur Albert R. Broccoli. Depuis 2005, il a été détenu par le décorateur d'intérieur Kelly Wearstler (en).
En 1931, il a dessiné le « Garden Apartment and Retail Shop », un appartement de Westwood, Los Angeles.
En 1932, il conçut la résidence du réalisateur Richard Wallace à Bel Air, à Los Angeles,. La même année, il conçut la résidence de l'actrice Constance Bennett à Holmby Hills, Los Angeles.
En 1936, il conçut la maison de Ingle Barr, un célèbre livre collector, à Beverly Hills, en Californie,.
À partir de 1934 à 1937, il a conçu le Marché des Agriculteurs dans le District de Fairfax, Los Angeles.
De 1937 à 1939, il a dessiné la Casa Encantada située au 10644 Bellagio Route de Bel Air, Los Angeles pour Hilda Boldt Weber, héritière de la Charles Boldt Glass Co.,,,. Les intérieurs et les meubles ont été conçus par T. H. Robsjohn-Gibbings (en). Il s'étend sur un terrain de 8,4 acres et compte soixante-quatre chambres. En 1950, l'hôtelier Conrad Hilton l'achète pour 225 000 $. En 1979, il a été vendu à David H. Murdock pour 12,4 millions de dollars. Le propriétaire actuel, Gary Winnick, l'a acheté pour 94 millions de dollars.
De 1937 à 1940, il a conçu la Boddy Maison pour Manchester Boddy (1891-1967) sur le terrain de Descanso Jardins dans La Cañada Flintridge, en Californie,. En 1939, il a conçu la résidence privée de George Cukor (1899-1983),,. William Haines a été l'architecte d'intérieur. La même année, il a conçu la maison de Colonel David L. Reeves dans Santa Barbara, en Californie. En 1940, il a conçu le B. T. Porte de la Maison dans les rues de Brentwood, à Los Angeles.
En 1949, il a conçu la Walt Disney Estate, manoir de 527 m2, comportant dix-sept chambres, pour Walt Disney et son épouse Lillian Disney à Holmby Hills, Los Angeles,,.

### Mort
Il est mort le 12 juin 1978 dans le Comté de Los Angeles, en Californie.

## Vie privée
Il a vécu à Brentwood, Los Angeles, dans une maison qu'il a conçue en 1935,,.